# روزماري بويتون
روزماري جين بويتون عالمة مناعة بريطانية ورئيسة أمراض المناعة الرئوية والأمراض المعدية لدى البالغين في الكلية الملكية في لندن. تعمل في علم المناعة الجزيئي لالتهابات المعدية والحساسية والمناعة الذاتية. تشغل منصب استشاري فخري في مستشفى رويال برومبتون، حيث تتخصص في عدوى الرئة.

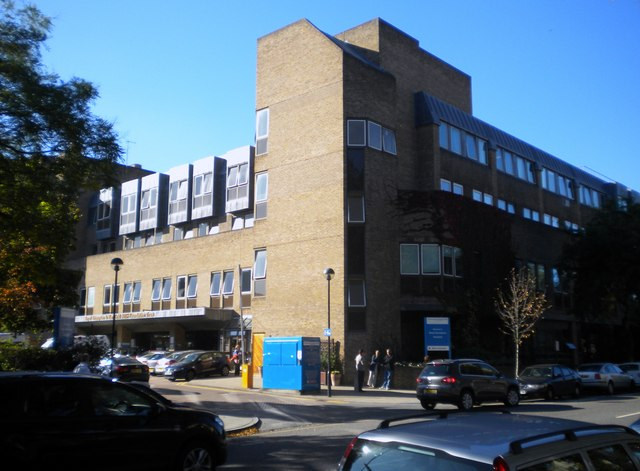
عملت بويتون كطبيبة مبتدئة في مستشفى هامرسميث

## النشأة والتعليم
تدربت روزماري بويتون في الطب في مؤسسة رويال فري لندن مؤسسة الثقة خدمة الصحة الوطنية وحصلت على بكالوريوس في الطب، بكالوريوس في الجراحة (MB BS). عملت كطبيبة مبتدئة في العديد من مستشفيات لندن، بما في ذلك مستشفى غاي ومستشفى رويال برومبتون ومستشفى هامرسميث.  بعد التدريب على طب الجهاز التنفسي والأمراض المعدية والطب العام، حصلت روزماري جين بويتون على زمالة بحث صندوق ويلكم لإكمال درجة الدكتوراه في كلية لندن الإمبراطورية حيث درست الآليات التي تدعم استجابات خلية تي مساعدة وهي مجموعة من الخلايا التائية في الدم لها وظيفة مساعدة في نظام المناعة.  

## الابحاث والحياة الوظيفة
بعد حصولها على درجة الدكتوراه، أكملت روزماري بويتون تدريبها المتخصص في مستشفى سانت ماري والمستشفى الملكي الحر. حصلت على زمالة مجلس البحوث الطبية لتطوير نماذج جديدة من التهاب الرئة.  أنشأت روزماري بويتون مجموعة إمبريال كوليدج لندن لأمراض الرئة، حيث تدرس عدوى الجهاز التنفسي والربو.   في حالة الربو التحسسي، يحدث التهاب الرئة بسبب خلية تي مساعدة التي تهاجم المواد المسببة للحساسية غير الضارة. يمكن أن يؤدي هذا الهجوم إلى رد فعل مناعي يتلف أنسجة الجسم.  درست روزماري بويتون كيف يستجيب الجسم لحبوب اللقاح، في محاولة لتحسين العلاج للأشخاص الذين يعانون من حمى القش.  وأظهرت أن الببتيد 26 في حبوب اللقاح هو الأكثر اعترافًا به من قبل الجهاز المناعي. في عام 2016، حصلت على منحة من مجلس البحوث الطبية للتحقيق في الارتباطات المناعية لفيروس زيكا.  

خلال جائحة فيروس كورونا 2019–20، درست روزماري بويتون متطلبات البلدان للخروج من الإغلاق.  اعتبارًا من أواخر أبريل 2020، كان حوالي ثلث سكان العالم تحت الإغلاق. وأوضحت روزماري بويتون أنه للبدء في إعادة فتح البلدان يجب أن يكون هناك استثمار في زيادة الاختبارات وتصاريح العودة إلى العمل في حالة المناعة وتتبع الاتصال. [8] وزعمت أن الدول التي أعيد فتحها تتجاهل حقيقة أن تفشي المرض بين الأفراد منخفضي المخاطر يمكن أن يسبب وباءً. شدد بويتون على أنه ستكون هناك حاجة لإجراء اختبارات أدق وأكثر دقة للأجسام المضادة، والتي يمكن أن تحدد الأشخاص الذين يعانون من أعراض سارس الذين تعافوا من المرض، وبيانات الانتشار المصلي. في حالة المتلازمة التنفسية الحادة الوخيمة، كان لدى 90٪ من الناجين أجسام مضادة محايدة للفيروس ، وحوالي النصف لديهم استجابات قوية من الخلايا اللمفاوية التائية.  تعتقد روزماري بويتون أن السياسة يجب أن تسترشد بالبيانات والأدلة بدلاً من الافتراضات حول مناعة القطيع. تم تمويل بحثها من قبل مجلس البحوث الطبية ومجلس أبحاث التكنولوجيا الحيوية والعلوم البيولوجية.